# Pirámide invertida

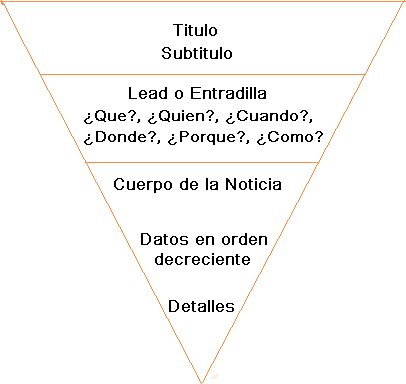
Estructura de la pirámide invertida

La pirámide invertida es una estructura clara y organizada usada en el periodismo y las ciencias de la comunicación para organizar la información de manera que atraiga y mantenga la atención del lector. Tiene su origen en la Guerra Civil Norteamericana o Guerra de Secesión. Su característica principal es que los datos se disponen en orden de mayor a menor importancia a través de las respuestas de las denominadas 6W: qué (what), quién (who), cuándo (when), dónde (where), por qué (why) y cómo (how). Esta estructura trata de mantener la atención del receptor de la información y dosificando los puntos de interés, de manera que al lector le resulte atractivo. Se trata de exponer los datos principales al comienzo del texto, el titular y la entradilla, sin desvelar todas las claves, de manera que en un vistazo rápido el lector entienda el texto pero tenga que seguir leyendo para tener un conocimiento profundo del hecho que se narra. El texto completo puede estar compuesto de párrafos independientes que siguen a su vez la estructura de pirámide invertida.

La estructura de pirámide invertida es además, la que se utiliza en periodismo para escribir noticias de manera correcta. Este planteamiento se utiliza en contraposición a la pirámide normal. La pirámide normal es la empleada para escribir textos narrativos: el cuento, la novela, la pieza teatral... En general, la pirámide invertida reconoce tres tramos: planteamiento, nudo y desenlace. 

Según la opinión de muchos autores, la estructura de la pirámide invertida encorseta excesivamente el estilo del periodista haciéndolo monótono y estereotipado.

## La noticia directa
La noticia directa se caracteriza por estar escrita de manera clara, concisa y seductora para el lector, dando más importancia a la eficiencia y a la eficacia del lenguaje que al uso artístico de las palabras. La información lleva esta premisa a su máxima expresión utilizando una serie de estrategias como la pirámide invertida. La noticia directa con estructura de pirámide invertida consta de dos partes:
- El lead, dividido en título, subtítulo, ocasionalmente ante título y entradilla. Es atractivo y  atrae la atención del lector. En el caso del periodismo en internet incluye palabras clave que facilitan el posicionamiento en buscadores. La entradilla consiste en un párrafo en el que se explica la idea principal del texto y se responden las 6W.
- El cuerpo de la noticia desarrolla la información dada en la entradilla, explica más detalladamente las 6W, da detalles y pone en contexto la información. Puede empezar con el llamado "tie in", un pequeño párrafo que ayuda al lector a recordar otras noticias relacionadas que contextualicen la información que se da en una pieza informativa.[4]

El cuerpo de la noticia, a su vez, se divide en:
- Segundo párrafo: es el apoyo o desarrollo del encabezamiento. Tiene como función completar la idea presentada en la entrada y ampliar algunos aspectos de ésta. En caso de que una pieza informativa tenga "tie in", se coloca al principio de este párrafo.
- Desarrollo: se desgranan los datos en orden decreciente a su importancia.
- Remate: es el último párrafo donde irá una idea secundaria.

Las distintas partes de la noticia se diferencian además de por el contenido, por la tipografía utilizada por los editores. Para el título se utiliza letra grande y nunca se coloca el punto final, el subtítulo tampoco lleva punto pero el tamaño de las letras es algo menor y finalmente la entradilla se hace con la misma tipografía que el resto de los párrafos. Las noticias, entonces, se escriben en orden decreciente de importancia. Los datos más importantes van en la base o parte más ancha de la pirámide en una tiporgrafía que resalta sobre las demás. Los otros textos importantes, pero subordinados respecto de la cabeza, van en una tipografía algo más pequeña en la parte media, y los menos importantes, llamados datos iniciales, en la última parte. Esta estructura de redacción permite:
- Facilitar la lectura. En uno o dos párrafos informa la esencia del hecho contestado todas o algunas de las preguntas básicas:  qué, quién, dónde, cómo, cuándo, por qué.
- Brindar un servicio eficaz a los lectores apurados que, en pocos minutos, pueden reconocer todas las noticias y tener una idea sucinta de los sucesos del día.
- Responder a las preguntas del lector en un orden lógico y con fuerza suficiente como para invitarlo a seguir la lectura. El periodista, al descartar toda la fuerza de los hechos en el arranque, crea una expectativa mayor que si redacta la noticia empezando por sus detalles menos importantes.
- Facilitar el trabajo de los tituleros de la mesa de redacción: una rápida lectura del hecho los ayuda a titular a gran velocidad, factor clave a la hora de cierre
- Cortar el material, cuando así lo exige el escaso espacio, sin que ese sacrificio de información prive al lector de lo esencial.[5]

### La noticia directa en los medios digitales
La estructura de la pirámide invertida no se utiliza de la misma manera en prensa clásica y en prensa digital. El uso de la pirámide invertida haría prescindir a los periodistas de uno de los recursos principales de los medios digitales: el hipertexto. El uso correcto del hipertexto a la hora de redactar aporta frescura al texto y permite que la información sea algo más que una ampliación constante de datos. El hipertexto tiene dos funciones:
1. Ampliar la contextualización de la noticia tanto como el usuario deseé gracias a hipervínculos a terceras páginas.
2. Eliminar del texto todos los párrafos que contextualizan la noticia, haciendo que la lectura sea más ligera .[6]

## Usos de la pirámide invertida

### Periodístico
La pirámide invertida es la estructura básica de las noticias, ya que el tiempo de los receptores de la información es escaso y hay que comunicar de forma efectiva. El mensaje es ser claro y ocupa el menor tiempo posible. En el periodismo en internet el lector salta rápidamente de una página a otra si no le interesa el contenido, por eso es importante que los datos principales estén al comienzo de los textos. En internet los lectores se detienen en aquello que les interesa. Utilizando esta estructura se muestra lo que el lector quiere leer desde el primer momento.

### Marketingen línea
La estructura de pirámide invertida es la más útil en el trabajo con buscadores, ya que ordena la información de forma clara y concisa. Los algoritmos de Google registran el tiempo que pasa una persona en un página, donde hace clik, y cuando la abandona. Esta información se utiliza para dar una buena experiencia de uso a otros usuarios, lo que posiciona las páginas web. Por lo tanto, cuanto mejor esté redactado el texto, más tiempo pasará en la página un usuario y mejor posicionada estará en buscadores, lo que atraerá empresas de publicidad.

### Mejorar el SEO
Si el algoritmo de un buscador decide que el contenido de una página web no es relevante, su posicionamiento no es bueno. Sin embargo, se puede mejorar el posicionamiento en SEO utilizando la pirámide invertida, colocando lo más importante delante y utilizando a lo largo de todo el texto palabras clave que ayuden a conseguir un mayor número de visitas, a la web.. El posicionamiento en buscadores varía según las visitas que recibe una página web.

## Historia
Antes de la aparición de la pirámide invertida los periodistas utilizaban el modelo de narración literario, en orden cronológico. La pirámide invertida nace durante la Guerra Civil Norteamericana o Guerra de Secesión (1861-1865). Los reporteros que trabajaron durante la guerra utilizaron el telégrafo eléctrico para enviar la información y los partes de guerra a las redacciones. Los reporteros se enfrentaron entre sí para tener preferencia en las redacciones, esto exigía cambiar la estructura de la redacción del sistema literario a la estructura de pirámide invertida. Los operadores de telégrafos idearon un sistema que permitía a todos los redactores enviar sus notas de guerra a partir de ruedas de información. Con este nuevo sistema los reporteros se vieron obligados a enviar la información en sumarios que explicaban brevemente el contenido de sus noticias y luego la noticia en sí misma escrita como siempre en orden cronológico. De esta forma poco a poco se fue estableciendo la estructura de pirámide invertida.
El nuevo modelo de los corresponsales americanos fue copiado por las agencias periodísticas de otros países hasta llegar a Latinoamérica hacia 1970, por medio del cable telegráfico submarino. A pesar de que el uso de la pirámide invertida empezaba a expandirse, la estructura no se estandarizó en todo el mundo hasta que la agencia Associated Press (AP)  publicó su Manual de Estilo en 1953.

## Antecedentes ilustres
La teoría de los who ( la pirámide invertida) tiene dos pioneros: Félix Lope de Vega y Rudyard Kipling, que trazaron las claves del modo correcto de encabezar una noticia.

“Seis cabellos me enseñaron todo lo que sé. Sus nombres son: qué, quién, cuándo, dónde, cómo y por qué”
Rudyard Kipling, inglés, 1865-1936, Premio Nobel 1907

“He reñido a un posadero. ¿Por qué, cuándo, dónde, cómo? Porque cuando donde como sirven mal, me desespero.”
Félix Lope de Vega Carpio, español, 1562-1635